# SBアド
SBアド株式会社（英: SB Ad Corp.）はソフトバンクグループの完全子会社であり、オンライン広告代理事業、メディアレップ事業、旅行業およびインターネットを利用した旅行商品販売を提供する会社である。

## 概要
中国のECサイトアリババグループのサイトAlitrip（阿里旅行）に「日本汐留旅行旗艦店」を開設し、中国の訪日客向けにJTBの旅行商品を販売している。また、インバウンド客に対して旅行のプランを立てる「旅マエ」、日本を訪れ観光や買い物を楽しむ「旅ナカ」、自国に戻った後の「旅アト」のインバウンドプロモーションを行っている。

## 沿革
- 2015年（平成27年）
  - 4月1日 - 汐留エージェンシー株式会社として設立。
  - 10月1日 - 東京都知事登録旅行業第 2-7012号[4]。
  - 10月28日 - JTBとソフトバンクがインバウンド（訪日外国人旅行者）ビジネスにおける戦略的事業提携に関する契約を締結[5]。
  - 11月11日 - 阿里巴巴集団の旅行販売プラットフォーム「Alitrip（阿里旅行）」に旅行サイト「日本汐留旅行旗艦店」を出店。
- 2016年（平成28年）4月1日 - SBアド株式会社に商号変更。